# Astrophocaudia
Astrophocaudia (лат.) — род завроподных динозавров, принадлежащий к базальной группе клады Somphospondyli. Известен по ископаемым остаткам из нижнемеловых (альбских) отложений группы Тринити (Trinity Group) в Техасе, США. Включает единственный вид — Astrophocaudia slaughteri.

## История открытия
Голотип был обнаружен в Уолнат-Крик (Walnut Creek) к юго-востоку от города Декейтер в округе Уайз, Техас. Материал голотипа представлен двумя образцами: зубом (SMU 203/73655), двумя шейными позвонками, фрагментами спинных позвонков, 24 хвостовыми позвонками, примерно 20 фрагментарными туловищными рёбрами, двумя шевронами, дистальной лопастью лопатки, частью правой подвздошной кости и многочисленными фрагментами (SMU 61732). Впервые остатки описал Уэнн Лангстон в 1974 году, отнёсший их к Pleurocoelus. Эта идентификация была повторена в исследовании Леонардо Сальгадо и Хорхе Кальво, опубликованном в 1997 году.
Новые род и вид описал Майкл Д'Эмик в статье, доступной в онлайн-версии журнала Journal of Systematic Palaeontology с 2012 года; печатная версия статьи была опубликована в выпуске 2013 года. Родовое название происходит от др.-греч. A- — «не», stropho- — «скручивание или поворот», caud- — «хвост». Имя относится к плотному сочленению гипосфен-гипантрум передних и средних хвостовых позвонков, которое также напоминает звезду (др.-греч. astron — «звезда») при виде сзади. Кроме того, родовое название относится к роду раннемеловых завропод Astrodon. Видовое название дано в честь доктора Роберта Слотера, который обнаружил остатки динозавра в 1960-х годах.

## Описание
В 2020 году Рубен Молина-Перес и Асьер Ларраменди оценили длину тела Astrophocaudia в 10,9 м при высоте в плече 2,55 м и массе 2,85 т. Как и завропосейдон, также описанный из группы Тринити, Astrophocaudia имела пневматические позвонки и лопасть лопатки с поперечным сечением у основания, что является синапоморфиями клады Somphospondyli.
Авторы описания выделили две аутапоморфии Astrophocaudia:
- передние и средние хвостовые позвонки с плоскими сочленениями гипосфен-гипантрум, отходящими от зигапофизов;
- передние и средние хвостовые позвонки с prespinal lamina, контактирующей с intraprezygapophyseal lamina.